# Gonocephalus abbotti
Gonocephalus abbotti o lagarto de cabeza angular de Abbott  es una especie de reptil escamoso del género Gonocephalus, familia Agamidae. Fue descrita científicamente por Cochran en 1922.
Habita en Malasia y Tailandia. El hábitat natural preferido de G. abbotti es el bosque, en altitudes de 200 a 1000 metros (660 a 3280 pies).

## Anatomía
G. abbotti mide aproximadamente 30 centímetros (12 pulgadas) de largo total (incluida la cola). Las características anatómicas más distintivas son la cresta ósea triangular en la cara. Los colores de esta especie van del bronceado al verde con puntos claros y oscuros en el cuerpo. El color más común es un tono verde oliva. A veces, G. abbotti tiene ojos azules. Sus extremidades son fuertes y con garras. Está bien diseñado para atrapar presas, excavar y trepar. Tiene una vista excepcional con pequeñas aberturas para los ojos. Las escamas del cuerpo son pequeñas. La cola es fuerte, pero no vuelve a crecer si se rompe y puede romperse para defenderse de los depredadores. La cresta está completa de la cabeza a la cola y sigue siendo una característica distintiva adicional.